# Petru Stoianov
Petru Stoianov (* 29. října 1939, Vinga) je rumunský skladatel a muzikolog. Působí jako hudební teoretik a pedagog, jeho díla zahrnují i komorní a orchestrální hudbu. Byl ovlivněn modernistickými proudy 20. století, které obohacuje o vlivy rumunské lidové hudby.
Petru Stoianov obdržel řadu ocenění za své kompozice i přínos hudební vědě. Jeho díla byla často uváděna na festivalech soudobé hudby v Rumunsku i v zahraničí.